# Серпа (сир)
Сир Серпа — сир із Серпи, Алентежу, Португалія. Він має захищене позначення походження (ЗПП, Protected designation of origin (PDO) або порт. Denominação de Origem Protegida (DOP)) і внесений до списку Ковчег смаку.

## Розміри
Виробляється у кількох розмірах:
- Мерендейра діаметром від 10 до 12 см, висотою від 3 до 4 см і вагою 200-250 гр;[5][6][7]
- Кунка (Cunca — розмір традиційної глиняної миски), діаметром від 15 до 18 см, висотою від 4 до 5 см і вагою 800-900 гр;
- Стандартний розмір (Normal), діаметром від 18 до 20 см, висотою від 4 до 6 см і вагою від 1 до 1,5 кг;
- Гігантський (Gigante) діаметром від 25 до 30 см, висотою від 6 до 8 см і вагою 2-2,5.

## Географія виробництва
Сир Серпа виробляють у двох округах на півдні Португалії — в округах Сетубал та Бежа. Територія виробництва сиру була визначена в 1987 році.

## Обсяг виробництва
За даними 2019 року того року було вироблено близько 209780 кг сиру DOP Serpa, що є третім за випуском сиром з DOP в Португалії (близько 10,7% від загальнодержавного виробництва).

### Виробництво
Система виробництва сиру Serpa PDO складається з 22 ферм, що постачають молоко, та 6 сертифікованих сироварень (дані за 2020 рік).